# Beate Blechinger

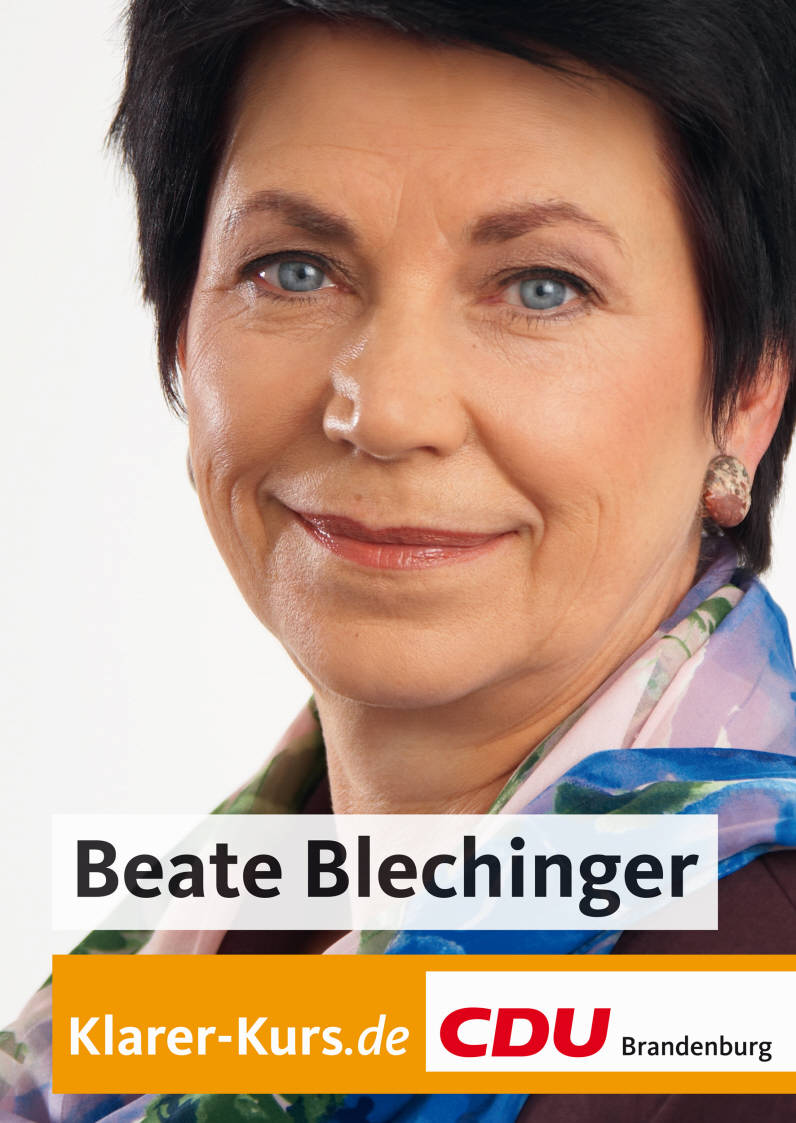
Beate Blechinger auf einem Wahlplakat zur Landtagswahl 2009

Beate Blechinger (* 22. Mai 1947 in Dresden) ist eine deutsche Politikerin (CDU). Sie war von 1990 bis 1994 und erneut von 1999 bis 2014 Mitglied des Landtags in Brandenburg und war von 2004 bis 2009 Ministerin der Justiz von Brandenburg.

## Leben
Beate Blechinger studierte von 1964 bis 1969 an der Ernst-Moritz-Arndt-Universität in Greifswald. Von 1969 bis 1986 war sie dann als Lehrerin tätig. Anschließend arbeitete sie bis 1990 im Rechenzentrum Neuenhagen bei Berlin.
Blechinger hat drei Kinder.

## Politik
Von 1990 bis 1994 war sie bereits Abgeordnete des Landtages Brandenburg. Bei den Landtagswahlen 1999 in Brandenburg konnte sie sich mit 24,9 % (Erststimmen) und 22,5 % (Zweitstimmen) als Direktkandidatin im Wahlkreis 32 (Märkisch-Oderland II) nicht gegen PDS und SPD durchsetzen und zog über die Landesliste in das Parlament ein und wurde Fraktionsvorsitzende der CDU-Fraktion im Landtag Brandenburg.
Bei den Landtagswahlen im September 2004 entfielen auf Blechinger 17,6 % (Erststimmen) und 16,1 % (Zweitstimmen). Erneut konnte sie sich als Direktkandidatin nicht gegen PDS und SPD durchsetzen und zog somit über die Landesliste in das Landesparlament ein. Sie wurde in der Folge zur Justizministerin ernannt. Nach der Landtagswahl 2009 zog sie erneut in den Brandenburger Landtag ein, schied jedoch nach Bildung der rot-roten Landesregierung aus der Landesregierung aus.
Mit einem Ergebnis von 57,1 % wurde sie im März 2006 zur Kreisvorsitzenden der CDU Märkisch-Oderland gewählt. Im März 2010 trat Beate Blechinger nicht mehr zur Wahl zur Kreisvorsitzenden an. Zu ihrem Nachfolger wurde Hans-Georg von der Marwitz gewählt.

### Positionen
In der netzpolitischen Debatte um Internetsperren forderte Blechinger die Sperrung krimineller und politisch extremer Internetseiten. Sie fordert außerdem ein multilaterales Abkommen zur Bekämpfungh von politischen Extremismus. Die von Ursula von der Leyen vorgeschlagene Entwicklung technischer Möglichkeiten zu Internetsperren bei strafbaren Inhalten erachtete Blechinger als „richtig und wichtig“.

## Kritik
Im April 2007 wurden erneut Vorwürfe wegen zweier Grundstückskäufe im Jahr 1990 in der Gemeinde Fredersdorf erhoben. In beiden Fällen war die Gemeinde Fredersdorf Verkäufer der Grundstücke, wo Blechingers damaliger Ehemann in der Gemeindevertretung saß. Mittlerweile sieht jedoch selbst die Linkspartei Blechinger als von allen Vorwürfen entlastet an.
Während ihrer Amtszeit als CDU-Kreisvorsitzende wurde Beate Blechinger wiederholt vorgeworfen, sich nicht genügend um ihren Verband zu kümmern. Der Kreisvorstand stellte sich jedoch im Sommer 2007 hinter Blechinger Einige Ortsverbände waren in der Folge zerstritten. Besonders ins Rampenlicht gelangten die Auseinandersetzungen der Verbände Seelow, Strausberg, Fredersdorf und Neuenhagen. Die parteiinternen Streitereien wurden während des Jahres 2007 zum Teil vor Brandenburger Gerichten ausgetragen, ohne dass Blechinger zuvor Anzeichen einer rechtzeitigen Vermittlung erkennen ließ. Von dem heute unter anderem für die Junge Freiheit und das Deutschland-Magazin tätigen Journalisten Billy Six aufgebrachte Vorwürfe der Beeinflussung der Staatsanwaltschaft bei derartigen Gerichtsverfahren haben sich jedoch zu keiner Zeit bestätigt.